# Noturus flavipinnis
Noturus flavipinnis är en fiskart som beskrevs av Taylor, 1969. Noturus flavipinnis ingår i släktet Noturus och familjen Ictaluridae. IUCN kategoriserar arten globalt som sårbar. Inga underarter finns listade i Catalogue of Life.